# Conus aurora
Conus aurora é uma espécie de gastrópode do gênero Conus, pertencente à família Conidae.